# August Ernst Rauschenbusch
August Ernst Christian Rauschenbusch (* 27. Mai 1777 in Bünde in der Grafschaft Ravensberg; † 19. April 1840 in Altena) war ein deutscher Pädagoge und lutherischer Geistlicher.

## Leben
August Ernst Rauschenbusch stammte aus einer alten Pastorenfamilie, die mehrere Generationen hindurch die Pfarrstelle in Meerbeck in der Grafschaft Schaumburg-Lippe bekleideten. Er war der zweite Sohn der Eheleute Hilmar Ernst Rauschenbusch (* 27. Februar 1745 in Meerbeck; † 10. Juni 1815 in Elberfeld) und Charlotta Wilhelmine, geb. Weyhe. 1790 wechselte sein Vater in die lutherische Gemeinde nach Elberfeld. August Ernst Rauschenbusch besuchte daraufhin das dortige Gymnasium. Im Herbst 1790 begann er ein Theologiestudium an der Universität Marburg und besuchte dort die Vorlesungen von Albert Jakob Arnoldi sowie Johann Heinrich Jung-Stilling. 1792 beendete er das Studium in Marburg und setzte es für sechs Monate an der Universität Göttingen fort. Dort hörte er Vorlesungen bei Karl Friedrich Stäudlin und Gottlieb Jakob Planck.
Nach dem Studium kehrte er nach Elberfeld zurück und wurde nach bestandener Prüfung am 6. Februar 1798 von der bergischen Synode für wahlfähig erklärt, darauf wirkte er vorerst in Elberfeld und unterstützte seinen Vater. Am 3. Juli 1800 wurde er nach seiner Bewerbung durch die märkische Synode mit dem seltenen Zeugnis „vorzüglich gut bestanden“ geprüft. Kurz danach wurde er zum Stadtpfarrer in Lüdenscheid gewählt. In dieser Gemeinde fühlte er sich so wohl, dass er verschiedene Angebote (Professor der Theologie und Prediger in Nancy/Lothringen sowie Pfarrstellen in Volmarstein und Hemer) ablehnte. Aufgrund von Streitigkeiten bezüglich seiner Wahl und der eines Konkurrenten zum Pfarrer in Lüdenscheid wurde durch eine Kabinettsordre durch den König Friedrich Wilhelm III. festgelegt, dass ein dritter in Lüdenscheid die Pastorenstelle erhielt.
Am 11. November 1802 wurde er nach einstimmiger Wahl als Pfarrer der lutherischen Gemeinde in Cronenberg bei Elberfeld ordiniert. Er unterrichtete in dieser Zeit seine jüngeren Brüder Carl und Wilhelm zu Hause, so dass diese die Universität besuchen konnten.
1808 wurde er Rektor der Höheren Bürgerschule (dem heutigen Märkischen Gymnasiums) in Schwelm. Im gleichen Jahr erhielt er von der philosophischen Fakultät der Universität Heidelberg das Doktordiplom. 1814 meldete er sich freiwillig zur Verteidigung des Vaterlandes und wurde bergischer Brigadeprediger bei Generalleutnant Friedrich Heinrich Karl von Hünerbein. Für seinen Einsatz erhielt er die Kriegsdenkmünze für Nicht-Kombattanten.
Am 19. April 1815 ging er nach Altena, nachdem er vom Ministerium des Innern als Pfarrer bestätigt worden war; am 23. April hielt er seine Antrittspredigt. Später wurde er Präsident des Armen- und Schulvorstandes. Ab 1818 arbeitete er gemeinsam mit den Pfarrern Wilhelm Hülsemann in Elsey und Johann Georg Florschütz in Iserlohn an der Herausgabe eines neuen evangelischen Gesangbuches. 1829 gab er mit den späteren Konsistorialräten Wilhelm Bäumer und Carl Heinrich Engelbert von Oven (1795–1846) den Entwurf einer Agende für den Synodalbereich der Grafschaft Mark heraus.
Von 1824 bis 1827 bekleidete er das Amt eines Superintendenten des Kirchenkreises Iserlohn und weihte als solcher die Auferstehungskirche in Arnsberg ein, die erste evangelische Kirche im Herzogtum Westfalen.
Als Deputierter der Kreissynode war er Mitglied mehrerer Generalsynoden und Konferenzen. Außerdem war er schriftstellerisch tätig. Seine Werke wurden in die dänische, polnische und französische Sprache übersetzt.

## Familie
August Ernst Rauschenbusch war verheiratet mit Dorothea Karoline, einer Tochter des Fabrikanten Heinrich Wilhelm Schniewind. Gemeinsam hatten sie sechs Kinder:
- Karoline Wilhelmine Henriette Rauschenbusch (* unbekannt in Schwelm; † unbekannt in Elberfeld), verheiratet mit Pastor und Dichter Karl August Döring.
- Augusta Karoline Ernestina Rauschenbusch, starb im Alter von drei Jahren
- Charlotte Rauschenbusch
- August Rauschenbusch (1816–1899), wirkte als baptistischer Theologe in den USA und Deutschland. Er gehörte zu den führenden Persönlichkeiten innerhalb seiner Freikirche. Seine Tochter Frida Fetzer (1855–1934) war langjährige Herausgeberin der baptistischen Frauenzeitschrift Tabea. Sein Sohn Walter Rauschenbusch (1861–1918) war ebenfalls ein amerikanischer baptistischer Theologe und Hauptvertreter des Social Gospel.
- Wilhelm Rauschenbusch (* unbekannt; † unbekannt in Hamm), Justizrat
- Marie Rauschenbusch (* unbekannt; † 1888 in Schiltigheim), verheiratet mit dem Pastor Eugen Ehrhard in Schiltigheim im Elsaß.

Rauschenbusch hatte zehn weitere Geschwister; ihre Namen sind:
- Carl Rauschenbusch (* unbekannt in Bünde; † unbekannt in Bünde), früh verstorben
- August Rauschenbusch, Pastor in Dabringhausen (* 1780; † 1802 in Dabringhausen)
- Wilhelmine Rauschenbusch (* unbekannt in Bünde; † unbekannt)
- Christine Rauschenbusch (* unbekannt in Bünde; † unbekannt)
- Carl Rauschenbusch (* unbekannt in Bünde; † unbekannt in Bünde), Dr. med. in Elberfeld
- Friedrich Rauschenbusch (* unbekannt in Bünde; † unbekannt)
- Wilhelm Rauschenbusch (* 1792 in Elberfeld; † 20. April 1809 in Tübingen), ertrank während des Theologie-Studiums in Tübingen im Neckar
- Charlotte Rauschenbusch (* unbekannt in Elberfeld; † unbekannt)
- Helene Rauschenbusch (* unbekannt in Elberfeld; † unbekannt)
- Julie Rauschenbusch (* unbekannt in Elberfeld; † unbekannt in Elberfeld);

## Schriften (Auswahl)
- Idaline: oder, das Fest der Einkleidung in der Abtey zu Heiligensee. Heinrich Büschler, Elberfeld 1818. Digitalisat
- Ueber die religiösen Eigenthümlichkeiten der Evangelischen in den Ländern des ehemaligen Jülichschen Staats und deren historischen Ursprung. G.D. Bädeker, Essen 1826. Digitalisat
- Adolph Clarenbachs und Peter Fleistedens Märtyrthum. 2. Auflage. Scherz, Schwelm 1845. Digitalisat
- Wilhelm Bäumer; August Ernst Rauschenbusch; Carl Heinrich Engelbert von Oven: Entwurf einer Agende für den Synodalbereich der Grafschaft Mark. Bädeker, Essen 1829. Digitalisat
- Hermann Hamelmanns, Licentiaten, Leben: ein Beitrag zur westphälischen Reformationsgeschichte. Scherz, Schwelm 1830. Digitalisat
- Leben, Thaten und Fahrten eines jungen Buchhändlers, oder: Erziehung und Leben. Scherz, Schwelm 1830.
- Handbuch für Lehrer, beim Gebrauch der biblischen Geschichten. Scherz, Schwelm 1831.
- Erziehungsbüchlein oder: Anweisung zur Erziehung der Kinder für den Bürger und Landmann. Scherz, Schwelm 1833.
- Auserlesene biblische Historien aus dem alten und neuen Testamente, nach Hübner. Schwelm 1836. Digitalisat
- Das Leben Jesu im Zusammenhange dargestellt. Schwelm 1837.
- August Ernst Rauschenbusch; Johann Hübner: Auserlesene biblische Historien aus dem alten und neuen Testamente. Scherz, Schwelm 1838.